# The Answer
The Answer — североирландская рок-группа, образовавшаяся в 2000 году в Ньюкасле и Даунпатрике, Даун, Северная Ирландия, и исполняющая тяжелый блюз-рок с элементами хэви метал (согласно Allmusic — коллаж влияний Led Zeppelin, AC/DC, Free, Thin Lizzy). Первый альбом группы Rise вышел в июне 2006 года, его общемировой тираж составил около 100 тысяч. Второй альбом Everyday Demons (май 2009) поднялся в Великобритании до #25.

## История группы
The Answer основали 18-летний гитарист Пол Мэйон (англ. Paul Mahon, сын известного в Ирландии трубача, участника группы The Freshmen, записавшей три альбома для CBS) и его школьный друг бас-гитарист Микки Уотерс (англ. Micky Waters), успевший к этому времени поиграть в нескольких белфастских кавер-группах. К ним присоединились барабанщик Джеймс Хитли (англ. James Heatley, в 1993 году он играл на концертах с Ash) и вокалист Кормак Нисон (англ. Cormac Neeson).
В 2001 году группа дала свои первые концерты, а уже в 2002 году обратила на себя внимание компании MCD и от неё получила почетное право открыть ирландский Witness Festival. В 2005 году The Answer возглавили список «Лучшая новая группа года» журнала Classic Rock и подписали контракт с Albert Productions. В июне 2006 года вышел дебютный альбом Rise, который получил высокие оценки от рецензентов Kerrang! и Classic Rock. Последовала серия гастрольных туров; группа выступила на разогреве у Deep Purple, Rolling Stones, The Who. В 2007 году The Answer перевыпустили первый альбом с бонус-диском, куда вошли треки, прежде доступные только для скачивания.
В начале 2008 года The Answer начали продолжительные гастроли с AC/DC. Второй альбом группы Everyday Demons вышел 2 марта 2009 года и поднялся в Великобритании до #25.
Третий альбом Revival вышел в 2011 году.

## Дискография

### Студийные альбомы
| Год                         | Альбом                                                                                     | Высшие позиции в чартах | Высшие позиции в чартах | Высшие позиции в чартах | Высшие позиции в чартах |
| Год                         | Альбом                                                                                     | IRL                     | UK                      | FRA                     | GER                     |
| --------------------------- | ------------------------------------------------------------------------------------------ | ----------------------- | ----------------------- | ----------------------- | ----------------------- |
| 2006                        | Rise - Выпущен: 26 июня 2006 - Лейбл: Albert Records - Форматы: CD, в интернете            | —                       | —                       | —                       | —                       |
| 2009                        | Everyday Demons - Выпущен: 2 марта 2009 - Лейбл: Albert Records - Форматы: CD, в интернете | 67                      | 25                      | 117                     | 83                      |
| 2011                        | Revival - Выпущен: 3 октября 2011 - Лейбл: Spinefarm Records - Форматы: CD, в интернете    | 86                      | 39                      | —                       | 68                      |
| 2013                        | New Horizon - Выпущен: 27 сентября 2013 - Лейбл: Napalm Records - Форматы: CD, в интернете | —                       | 45                      | —                       | 65                      |
| "—" альбом не попал в чарты |                                                                                            |                         |                         |                         |                         |